# 奥桑
奥桑（法語：Ossun，法語發音：[ɔsœ̃]）是法国上比利牛斯省的一个市镇，位于该省西部，和大西洋比利牛斯省接壤，属于塔布区。奥桑也是塔布-卢尔德-比利牛斯城市公共社区的一部分。

## 地理
奥桑（43°11'2"N, 0°1'35"W）面积27.59 平方千米，位于法国奧克西塔尼大區上比利牛斯省，该省份为法国西南部内陆省份，北至热尔省，西接大西洋比利牛斯省，南与西班牙接壤，东临上加龙省。
与奥桑接壤的市镇（或旧市镇、城区）包括：热尔、蓬塔克、阿代、阿泽雷克斯、巴尔特雷斯、拉马克蓬塔克、拉讷、卢埃。

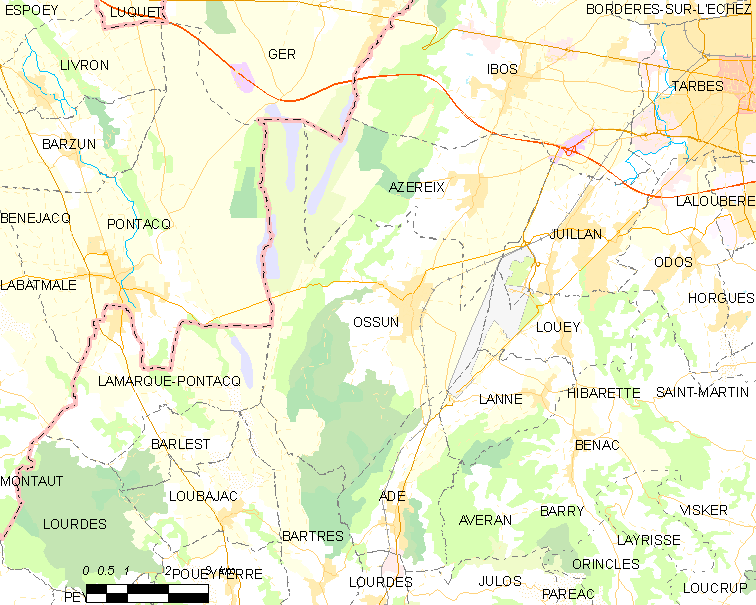
奥桑的OSM定位图

奥桑的时区为UTC+01:00、UTC+02:00（夏令时）。

## 行政
奥桑的邮政编码为65380，INSEE市镇编码为65344。

## 政治
奥桑所属的省级选区为奥桑县。

## 人口

1962-2008年间奥桑人口变化图示

奥桑于2022年1月1日时的人口数量为2352人。